# Radikálová reakce
Radikálová reakce je chemická reakce, které se účastní radikály; tento druh reakcí se vyskytuje často v organické chemii. Důležitými okamžiky ve výzkumu radikálových reakcí byl objev trifenylmethylového radikálu (Moses Gomberg, 1900) a experiment Friedricha Panetha z roku 1927, kdy se za vysokých teplot rozkládalo tetramethylolovo na methylové radikály a kovové olovo v křemenné zkumavce. Methylové radikály následně v jiné komoře reagovaly s vrstvou olova, která se postupně ztrácela.
V radikálových reakcích využívaných v organických syntézách se radikály obvykle vytváří působením radikálových iniciátorů, jako jsou peroxidy nebo azobissloučeniny. Radikálové reakce se skládají z iniciace, propagace a terminace; souběžně také probíhá disproporcionace radikálů. Radikálové reakce se obvykle provádějí v plynném skupenství, k iniciaci mnohdy slouží viditelné nebo ultrafialové záření, nebývají katalyzovány kyselinou nebo zásadou a nezáleží na polaritě reakčního prostředí. Reakce probíhají podobně v plynné fázi i v roztoku.

## Kinetika
Kinetiku radikálových reakcí ovlivňují jednotlivé dílčí kroky. Vliv iniciujících (I.) a terminujících (T.) částic na průběžnou rovnováhu je zanedbatelný a rychlosti iniciace a terminace jsou stejné. Celkovou rychlostní konstantu lze zapsat jako:
{\displaystyle \ {\text{rate}}=k_{\text{obs}}[I]^{3/2}\,}
,přičemž řád reakce vůči iniciujícím částicím je 1,5.
Reaktivitu různých sloučenin s danými radikály lze měřit při kompetičních experimentech. Sloučeniny obsahující vazby uhlík–vodík reagují s radikály v pořadí primární uhlík < sekundární uhlík < terciární uhlík < benzyl < allyl, což odpovídá pořadí disociačních energií vazeb C–H.

## Reakce
K nejvýznamnějším radikálovým reakcím patří:
- Radikálová substituce, například radikálová halogenace a autooxidace.
- Radikálové adice.
- Vnitromolekulární radikálové reakce (substituce nebo adice), jako jsou Hofmannovy–Löfflerovy a Bartonovy reakce.
- Radikálové přesmyky jsou oproti karbokationtovým přesmykům vzácné a omezují se na přesuny arylových skupin.
- Fragmentační reakce (homolýzy), například Norrishova reakce, Hunsdieckerových reakce, a některé dekarboxylace.
- Přenosy elektronů, například rozklady některých peroxoesterů měďnými sloučeninami, což jsou jednoelektronové redukce vytvářející měďnaté produkty, alkoxysloučeniny s kyslíkatými radikály, a karboxyláty. Patří sem také Kolbeho elektrolýza.
- Radikálově-nukleofilní aromatické substituce.
- Radikálové eliminace